# Roberto Russo
Roberto Russo (Roma, 28 de setembre de 1947), és un director de cinema, guionista i cinematògraf italià.
En els seus primers dies com a director de fotografia, va tenir una curta carrera com a director i guionista als anys 80. Va guanyar amb el seu primer llargmetratge, Flirt , el David di Donatello al millor director novell el 1984.

## Biografia
Director de fotografia, va debutar al cinema amb la comèdia L'anatra all'arancia de Luciano Salce el 1975 i després va treballar per a diversos directors, com ara Lucio Fulci, Pupi Avati, Franco Rossi o Steno.
El 1983, va començar la seva carrera com a director amb la comèdia Flirt, que narra la història d'una parella (interpretada per Jean-Luc Bideau i Monica Vitti) pertorbada per la imaginació del marit que somia en veu alta la nit que viu amb la seva dona i una parella imaginària en un increïble trio, que provoca ràbia i gelosia a la seva parella. Va rebre el David di Donatello al millor director novell l'any següent amb aquesta pel·lícula.
El 1984, va participar en la producció d'un documental col·lectiu dedicat al polític Enrico Berlinguer. El 1986 va dirigir el drama Francesca è mia que narra la història d'un amor boig, possessiu i devastador entre Monica Vitti i Pierre Malet.
El 1990, va col·laborar en l'escriptura del guió i va produir la primera pel·lícula de Monica Vitti, el drama Scandalo segreto, protagonitzada per Vitti i l'actor estatunidenc Elliott Gould en els papers principals. Aquesta va ser l'última aparició de Vitti al cinema.
L'any 2000, després de vint-i-set anys junts, es va casar amb Monica Vitti i van romandre junts fins a la mort d’ella el 2022.

## Filmografia

### Com a director
- 1983 : Flirt
- 1984 : L'addio a Enrico Berlinguer (documental col·lectiu)
- 1988 : Francesca è mia

### Com a guionista
- 1983 : Flirt
- 1988 : Francesca è mia
- 1990 : Scandalo segreto de Monica Vitti (també productor)

## Premis et distinccions
Per Flirt :
- David di Donatello al millor director novell en 1984,
- Globo d'oro a la millor opera prima el 1984,
- Nominació Nastro d'Argento a la millor direcció novell el 1984,
- Nominació a l'Os d'Or al 34è Festival Internacional de Cinema de Berlín.[2]